# Bol (kulturno-povijesna cjelina)
Kulturno-povijesna cjelina Bola, kulturno-povijesna cjelina, Bol, zaštićeno kulturno dobro.

## Opis dobra
Naselje Bol jedino je primorsko naselje na južnoj obali otoka Brača. Antički lokaliteti su na perifernim dijelovima Bola: na istoku u uvali Martinici, na poluotoku Glavici i na poluotoku Râtu na zapadu. U 15. st. dolaze stanovnici iz bračke unutrašnjosti, a 1475. dominikanci osnivaju samostan na Glavici. Gotički Kaštil smješten je uz obalu na istočnom kraju luke. U 17. st. uz more se gradi kaštel i reprezentativna palača obitelji Vusio. Iznad javnog bunara Studenca na predjelima Rudini i Obali kuće nose odlike tradicionalne arhitekture. Koncem 18. i u 19. st. ističu se kuće obitelji Nikolorić, Paloc, palača Lode, nekad kuća Martinis-Marchi s perivojem i dr. Središte luke artikulirano je Ložom s lukovima.

## Zaštita
Pod oznakom Z-5923 zavedena je kao nepokretno kulturno dobro - kulturno-povijesna cjelina, pravna statusa zaštićena kulturnog dobra, klasificirano kao "kulturno-povijesna cjelina".